# Lycée La fontaine des eaux
Le Lycée La fontaine des eaux est un lycée technique et général qui se situe à Dinan. Il compte environ 2 100 élèves. Le nom « Fontaine des Eaux » a été donné en raison de sa proximité de la vallée de l'Argentel où se situait une source d'eau minérale. Cette source "la Fontaine des Eaux" était déjà connue au XVIIe siècle, fréquentée par des curistes en provenance de Rennes, Nantes, Saint-Malo et même Paris. À partir de 1769, sera tracée une allée de la Fontaine des Eaux, reliant la ville à la source. En 1952, la ville de Dinan avance un grand projet d'urbanisation pour le quartier nord-est. Un plan d'aménagement est arrêté en 1958. De nombreux terrains seront préemptés par la ville dont celui nommé « Brise-moulin » où sera construit le lycée à partir de 1963.

## Filières

### Le Lycée général et technologique
Après la Seconde générale et technologique, le lycée prépare au nouveau bac (qui inclut des spécialités), ainsi qu'aux bacs STI2D et STMG.

### Le Lycée professionnel
Le lycée professionnel sur le site de la Fontaine des Eaux propose des formations industrielles (dans les domaines de la métallerie, la productique, la maintenance, l'électrotechnique, le froid et la climatisation, l'électroménager) et des formations au tertiaire (du BEP au BTS, dans les domaines de la comptabilité, le secrétariat, la logistique, la communication et l'assistant de gestion.). Des formations tertiaires dans le secteur des services à la personne sont également proposées sur le site de Ker Siam : CAP Agent polyvalent de restauration, et les Bac pro Accompagnement, soins et services à la personne, et services de proximité et vie locale.

## Le froid
Le lycée est un acteur au niveau local dans le domaine du froid au sein du pôle cristal. Le lycée compte plus de 30 machines destinées à l'étude du froid.

### Réalisations
- 2000 : Étude et test d'un système de production d'eau glacée destinée à  l'ostréiculture et à la mytiliculture pour la société Marret avec l'aide de l'ANVAR.
- 2001 : Études et réalisations d'un prototype de bac d'équarrissage réfrigéré et d'un prototype de pompe à chaleur résidentielle.
- 2002 : Après la réalisation d'un premier prototype de générateur de coulis de glace en 2001, le pôle réalise en partenariat avec l'ADEME, l'État, la Région, le porteur de projet et de nombreuses entreprises, un deuxième équipement automatisant le procédé.
- 2003/2004 : Réalisation en partenariat avec le CEMAGREF et des entreprises agroalimentaires d'une étude « Analyse de la valeur » établissant le cahier des charges d'un prototype visant à intégrer dans une ligne de production "le froid propre au plus près du produit".

## Récompense
- 2018/2019 : La classe TGA (Terminale Gestion Administration) devient ambassadeur Junior de l’Europe pour une année[3].

## Classement du Lycée
En 2015, le lycée se classe  5e sur 21 au niveau départemental quant à la qualité d'enseignement, et 987e au niveau national. Le classement s'établit sur trois critères : le taux de réussite au bac, la proportion d'élèves de première qui obtient le baccalauréat en ayant fait les deux dernières années de leur scolarité dans l'établissement, et la valeur ajoutée (calculée à partir de l'origine sociale des élèves, de leur âge et de leurs résultats au diplôme national du brevet).

## Personnalité ayant étudié au lycée

### Homme d'affaires
- Bertrand Meheut : personnalité française du monde des affaires. Il est président du groupe Canal+ de 2003 à 2015 .
- Yann Marteil : adjoint à la mairie du 3e arrondissement de Paris et chef d'entreprise.
- Charles Hourès : journaliste et chroniqueur sur France 2.